# Тигелин
Гай Офоний Тигелин или Софоний (на латински: Gaius Ofonius Tigellinus; Ophonius Tigellinus; Sophonius; * в Агригент; † 69 г.) е съветник на Нерон, живял в периода 10 – 69 г. От 62 до 68 г. той е преториански префект и фактически управлява вместо императора.
По време на управлението на Калигула Тигелин е изгонен в Гърция (39 г.), заради изневяра с Юлия Ливила, сестрата на императора, но през 41 г. Клавдий го извиква отново.
Той забогатява след получаване на наследство, купува земя в Апулия и Калабрия и се занимава с отглеждане на коне за надбягване. Той печели доверието на Нерон и му помага при неговите порочия и жестокости и го предизвиква за това.
Тигелин става префект на вигилиите и през 62 г. префект на преторианската гвардия. Той участва в убийството на Нероновата съпруга Октавия. През 65 г. той и Попея Сабина образуват държавен съвет и е отличен като триумфатор (ornamenta triumphalia). При дългото пътуване на Нерон през Гърция през 66 г., Тигелин е в групата на придружителите на императора. Когато се забелязва залеза на Нерон, той го напуска и заедно с Нимфидий Сабин накарват преторианската гвардия също да го изостави.
При Галба той е накаран да предаде командването си, но успява да спаси живота си чрез големи подаръци на Виний, любимецът на императора и неговата дъщеря. Ото при постъпване на трона решава да го отстрани. Тигелин научава в баните на Синуеса, че трябва да умре, и си прерязва гръкляна през януари 69 г. в хода на гражданската война.
Тигелин има дъщеря, която става съпруга на сенатора Гай Косуциан Капитон.
Сведения за Тигелин има при Тацит (в 14, 15 и 16 книги от „Анали“ и 1 кн. „Истории“) и при Плутарх (в биографията на Отон).